# Corpataux-Magnedens

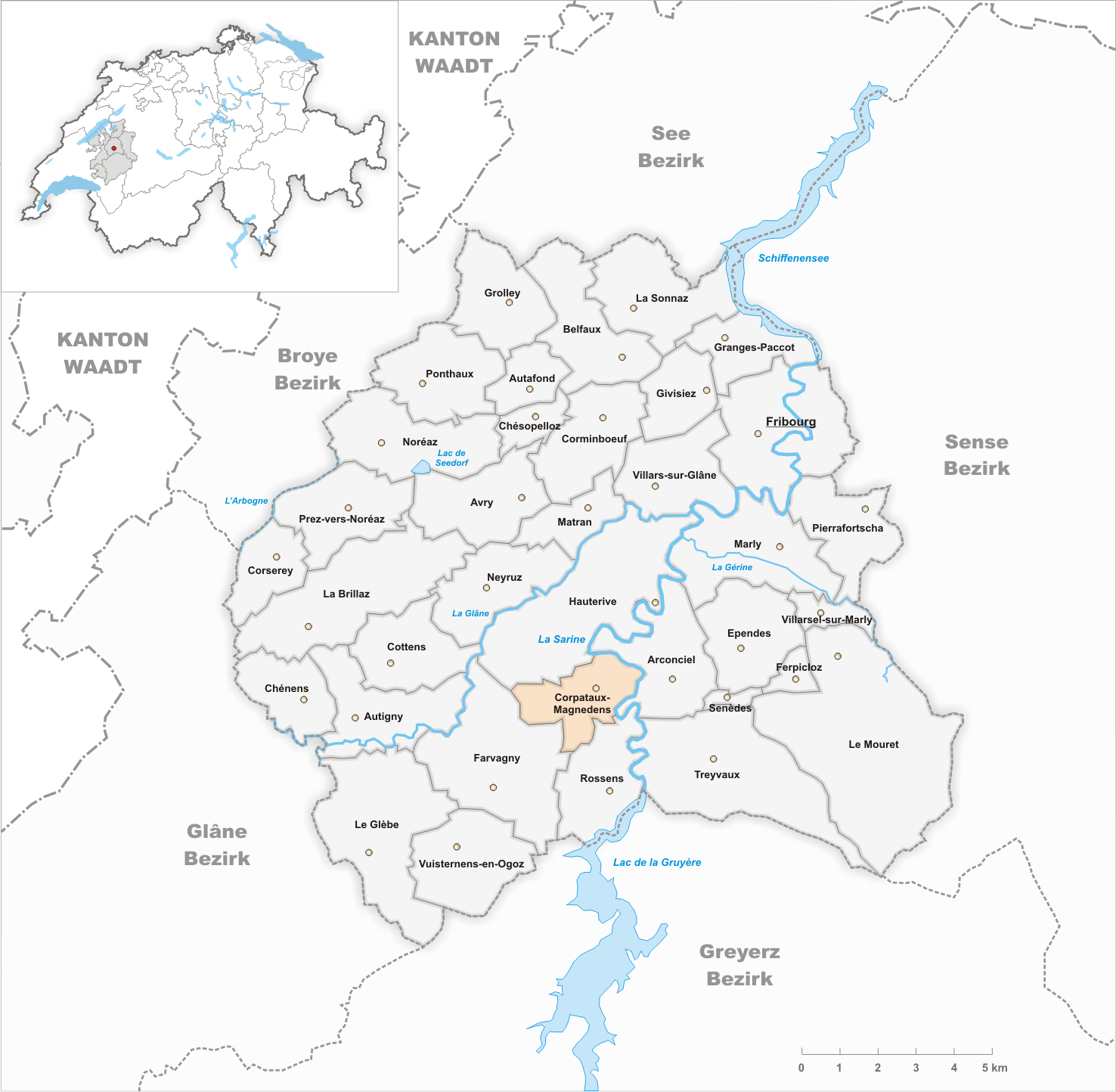
Gemeindestand vor der Fusion am 1. Januar 2016

Corpataux-Magnedens war bis am 31. Dezember 2015 eine politische Gemeinde im District de la Sarine (deutsch: Saanebezirk) des Kantons Freiburg in der Schweiz. Die Doppelgemeinde wurde am 1. Januar 1999 durch Fusion der vorher selbständigen Gemeinden Corpataux (Freiburger Patois Korpathàⓘ) und Magnedens (Freiburger Patois Manyedinⓘ) gebildet. Am 1. Januar 2016 fusionierte Corpataux-Magnedens mit den Gemeinden Farvagny, Le Glèbe, Rossens und Vuisternens-en-Ogoz zur neuen Gemeinde Gibloux.

## Geographie
Corpataux-Magnedens liegt auf 687 m ü. M., 8 km südsüdwestlich der Kantonshauptstadt Freiburg (Luftlinie). Das Dorf erstreckt sich auf dem Hochplateau westlich des Saanegrabens, im Molassehügelland des Freiburger Mittellandes.
Die Fläche des 4,4 km² grossen ehemaligen Gemeindegebiets umfasst einen Abschnitt des leicht gewellten Molasseplateaus zwischen den Tälern von Glâne im Westen und Saane im Osten. Die östliche Grenze bildet der hier stark mäandrierende Flusslauf der Saane, die tief in die Molasseschichten eingeschnitten ist. Der rund 200 bis 500 m breite flache Talboden ist überwiegend bewaldet. Daran schliesst sich ein über weite Strecken von Sandsteinfelsen durchzogener, bis zu 100 m hoher Steilhang an, der weiter im Westen in eine gewellte Hochfläche übergeht. Nach Süden reicht das Gebiet in den Wald Le Chaney (722 m ü. M.). Im Westen erstreckt sich der ehemalige Gemeindeboden in die ehemals moorige Ebene Les Dailles und auf die Höhe Le Rodzin, auf der mit 723 m ü. M. der höchste Punkt von Corpataux-Magnedens erreicht wird, und bis an den Rand des Bois Cornard. Von der ehemaligen Gemeindefläche entfielen 1997 17 % auf Siedlungen, 23 % auf Wald und Gehölze, 57 % auf Landwirtschaft, und etwas weniger als 3 % war unproduktives Land.
Corpataux-Magnedens besteht aus den beiden Dörfern:
- Corpataux, 687 m ü. M., auf dem Plateau westlich der Saane, östlich der Autobahn A12; ehemalige Gemeindefläche von 3,09 km².
- Magnedens, 707 m ü. M., auf dem Molasseplateau nördlich der Ebene Les Dailles, westlich der Autobahn A12; ehemalige Gemeindefläche von 1,30 km².

Nachbargemeinden von Corpataux-Magnedens waren Hauterive, Arconciel und Gibloux.

## Bevölkerung
Mit 1313 Einwohnern (Stand 31. Dezember 2015) gehörte Corpataux-Magnedens zu den kleineren Gemeinden des Kantons Freiburg. Von den Bewohnern sind 92,0 % französischsprachig, 5,6 % deutschsprachig, und 0,9 % sprechen Italienisch (Stand 2000). Die Bevölkerungszahl von Corpataux-Magnedens belief sich 1900 auf 437 Einwohner. Nach einem Höchststand 1940 mit 513 Einwohnern nahm die Bevölkerungszahl bis 1970 um 15 % auf 437 Personen ab. Seither wurde wieder ein rasches Bevölkerungswachstum verbunden mit einer Verdoppelung der Einwohnerzahl innerhalb von 30 Jahren verzeichnet. Die Bevölkerungszunahme konzentriert sich fast ausschliesslich auf Corpataux, während Magnedens (rund 150 Einwohner) ein Bauerndorf blieb.
Einwohnerzahlen: Volkszählungsdaten     Zahlen bis 1990 ohne Ortsteil Magnedens

## Wirtschaft
Corpataux-Magnedens war bis in die zweite Hälfte des 20. Jahrhunderts eine vorwiegend durch die Landwirtschaft geprägte Gemeinde. Noch heute haben der Ackerbau, der Obstbau, die Milchwirtschaft und die Viehzucht einen wichtigen Stellenwert in der Erwerbsstruktur der Bevölkerung. Weitere Arbeitsplätze sind im lokalen Kleingewerbe und im Dienstleistungssektor vorhanden, unter anderem in einem Betrieb der Holzverarbeitung und in einem Zementwerk. In der Umgebung von Corpataux gibt es mehrere Kiesgruben. Bis 1950 wurde bei La Tuffière ein Tuff-Steinbruch ausgebeutet. In den letzten Jahrzehnten hat sich das Dorf auch zu einer Wohngemeinde entwickelt. Viele Erwerbstätige sind deshalb Wegpendler, die hauptsächlich in der Region Freiburg arbeiten.

## Verkehr
Die ehemalige Gemeinde ist verkehrsmässig recht gut erschlossen. Sie liegt nur wenig neben der alten Hauptstrasse von Freiburg nach Bulle. Der nächste Anschluss an die Autobahn A12 (Bern–Vevey), die das Gemeindegebiet durchquert, befindet sich rund vier Kilometer vom Ortskern entfernt. Durch die Autobuslinien der Transports publics Fribourgeois, die von Freiburg nach Bulle beziehungsweise nach Rueyres-Saint-Laurent führen, sind Corpataux und Magnedens an das Netz des öffentlichen Verkehrs angebunden. Ab 1913 wurde Magnedens ausserdem durch die Gleislose Bahn nach Freiburg, einem frühen Trolleybusbetrieb, bedient. Sie wurde 1916 nach Farvagny-le-Grand verlängert und schliesslich 1932 durch eine Autobuslinie ersetzt.

## Geschichte

Corpataux

Magnedens

Das Gemeindegebiet von Corpataux-Magnedens war schon sehr früh besiedelt. So wurden beispielsweise ein Grab aus der La-Tène-Zeit und die Überreste einer römischen Villa aus dem 1. Jahrhundert nach Christus gefunden.
Die erste urkundliche Erwähnung von Corpataux erfolgte 1142 unter dem Namen Corpastur. Später erschienen die Schreibweisen Corpastor (1163), Corpatour (1380) und Corpastour im 14. Jahrhundert. Der Ortsname ist von den lateinischen Wörtern curtis pastoris (Hof des Hirten/Pfarrers) abgeleitet.
Magnedens, dessen ehemaliger deutscher Name Magneding lautet, ist 1162 erstmals als Manoldens belegt. Aus späterer Zeit sind die Bezeichnungen Mannidens (13. Jahrhundert), Magnoudeins, Manudens (1229), Magnuidens (1263), Magnudens (1281), Manudins (1567) und Magniendens (1645) überliefert. Dieser Ortsname ist vom Personennamen Manold oder Maginold abgeleitet und bedeutet mit dem Suffix -ens so viel wie bei den Leuten des Manold/Maginold.
Seit dem Mittelalter gehörten Corpataux und Magnedens zur Herrschaft Arconciel-Illens und teilten deren Schicksal. Nachdem die Berner und Freiburger 1475 diese Herrschaft erobert hatten, wurde sie 1484 aufgelöst, und beide Dörfer wurden der Vogtei Illens zugeteilt. Nach dem Zusammenbruch des Ancien Régime (1798) gehörten Corpataux und Magnedens während der Helvetik und der darauf folgenden Zeit zum Bezirk Farvagny, bevor sie 1848 mit der neuen Kantonsverfassung in den Saanebezirk eingegliedert wurden.
Nachdem sich 1998 die Bewohner von Corpataux und Magnedens für ein Zusammengehen ihrer Gemeinden entschieden hatten, entstand mit Wirkung auf den 1. Januar 1999 die neue Gemeinde Corpataux-Magnedens.

## Sehenswürdigkeiten
In Corpataux steht der neugotische Bau der Kirche Saint-Jean-Baptiste, die 1912 eingeweiht wurde. Seit 1907 bildet Corpataux zusammen mit Magnedens eine eigene Pfarrei.